# エレクテイオン

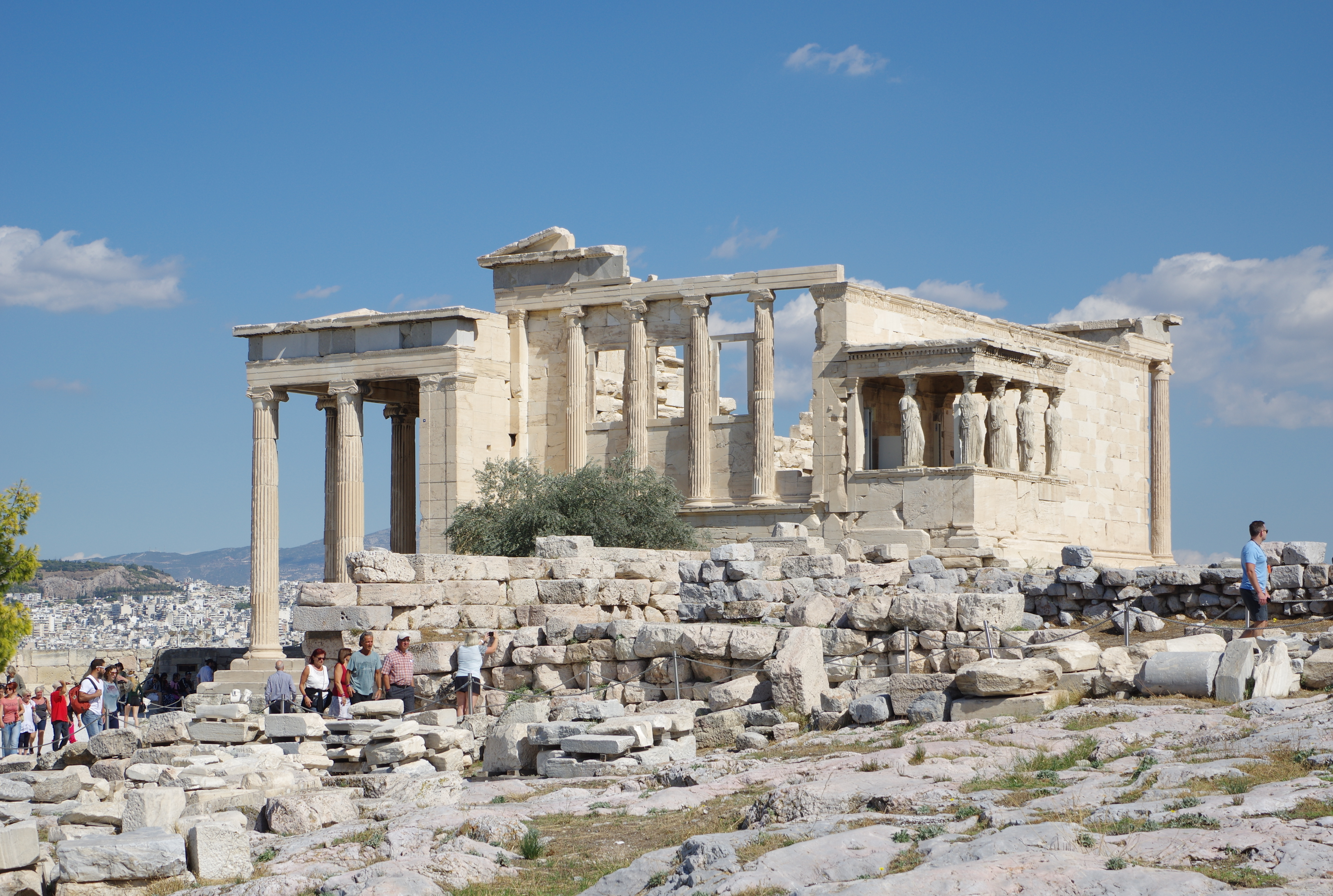
南側から見たアクロポリスのエレクテイオン神殿。

エレクテイオン（ギリシア語: Έρέχθειον, 英語: Erechtheion）とは、ギリシアの首都アテネのアクロポリスにある神殿。
紀元前5世紀末に完成したイオニア式建築の代表作で、かつてはアテナの女神像が安置されていた。敷地の地盤に3メートルに及ぶ高低差があること、多くの聖蹟と神格の祭祀所を一つの建物にまとめたことなどから、古代には類いまれな複雑な構造をしている。

## 建築
紀元前421年 - 紀元前407年の間に完成したと考えられている。設計者はMnesiklesと考えられており、神殿の名前はギリシア神話の英雄エリクトニオスに捧げられたものである。アテナイの王であったエリクトニオス王の名誉のために建てられた、と信じる者も多い。現在残っている神殿は紀元前480年にペルシア人が侵入したペルシア戦争で破壊された後、再建されたものであると信じられている。
複数の隣接している神聖な聖跡や祭祀所を同居させる関係上、非常に複雑なデザインが施されていることで知られている。主な構造物として4つの区画があり、最も大きな構造物は東側のドーム状会議室 (セラ, cella) であり、これはイオニア式の柱廊式玄関(ポルチコ)が東側区画の終端まで続いている。現代ではバルコニーと会議室を通して祭壇に設置されたアテナの女神像が民衆を見下ろす公衆の講壇であったと考えられている。
神殿全体がスロープの上にあるので、北と西の側は南と東の側より3メートル（9フィート）低くなっている。神殿はペンテリ山 (Penteli) から切り出された純白の大理石 (ペンテリコン、Pentelikon) で作られた。同時に黒い石灰岩で戸口と窓に入念な彫刻が施され、円柱には（現代に残る状態より遙かに）豪華な飾り付けが施されていた。金箔を被せた青銅、それに様々な色合いのガラス玉が金メッキされて強調された。建物は卵鏃装飾（Egg-and-dart）、及びギヨシェ回り縁 (Guilloché Ornamental molding) の初期の例として知られている。

### カリアティッドの玄関

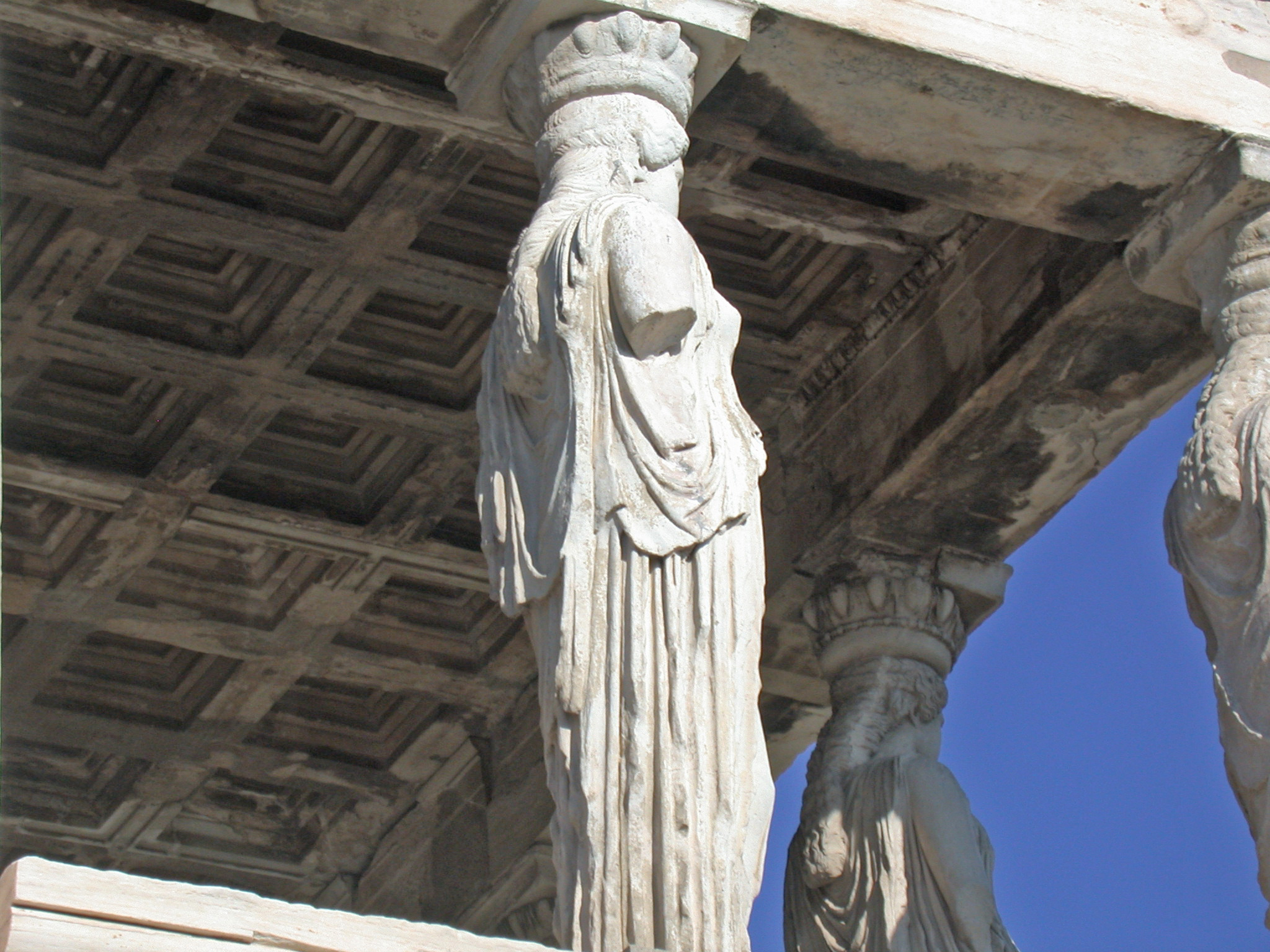
少女の彫刻が施されたカリアティッドの玄関柱

北側には円柱を持つ別の大きな玄関 (Porch) があり、南側には有名な「少女の玄関 (Porch of the Maidens)」がある。6体の少女の姿の柱像（カリアティード）があり、最も細い部分は首で、彫像でありながら玄関の屋根の重さを支えるように設計されている。玄関は建物の規模が縮小された後、ケクロピオン（Kekropion）の南西の角を支えるのに必要な直径約4.5メートル（15フィート）のビームが設置されたが、後に起こったペロポネソス戦争のために予算の規模が縮小された。

## 宗教的機能
エレクテイオンはアテナイ人の最も古代の、また聖蹟に関連していた。パラディオンのソアノン (Xoanon) （天国から落下してきた木製の彫像、と解釈される。人工物ではない）はアテナの女神像（都市の守護神）だった。ポセイドンのトライデントと塩のマークはポセイドンの打撃によって生じた（塩の海 (The "solt sea")）とされ、聖なるオリーブはアテナがポセイドンとの競争の際にアテナの槍でアテネの岩石を砕いた後、そこから発芽した神聖なオリーブ、ギリシア神話の王ケクロプス及びエレクテウス王 (Erechtheus) の埋葬地、ケクロプス王の3人の娘であるヘルセ (Herse) 、パンドロソス (Pandrosus) 、アグラウロスを祀る場所、アテネの英雄パンディオン王とブーテースを祀る場所とされていた。
神殿自体はアテネとポセイドンとエリクトニオスに捧げられたものである。神殿内には神聖なヘビが棲息しており、セクロプスの精神を表して、街の安全のためには神殿の幸福は必要不可欠であると考えられた。ヘビの餌はハチミツのケーキで、都市国家アテネの役人 (Kanephoros) によって与えられた。都市国家アテネの巫女は英雄ボウテスの子孫とされる古い家系の女性たちであった。ヘビがケーキを食べることを拒否することは不吉な前兆 (Omen) と考えられた。